# Maurizio Rattini
Maurizio Rattini, né le 13 novembre 1949 à Saint-Marin, est un homme politique de Saint-Marin, membre du Nouveau Parti socialiste. Il est capitaine-régent de Saint-Marin à deux reprises : du 1er octobre 1996 au 1er avril 1997 avec Giancarlo Venturini et du 1er avril au 1er octobre 2012 avec Italo Righi.